# Hemipeplus africanus
Hemipeplus africanus is een keversoort uit de familie Mycteridae. De wetenschappelijke naam van de soort is voor het eerst geldig gepubliceerd in 1915 door Grouvelle.